# مايك شيبرد
مايك شيبرد (بالإنجليزية: Mike Shepherd)‏ (2 أغسطس 1947، فيلادلفيا في الولايات المتحدة)؛ روائي أمريكي.